# Na Fir Bolg
Na Fir Bolg is een festival geboren uit folkmuziek, dat jaarlijks wordt georganiseerd in Vorselaar. Het festival vindt plaats in het eerste weekend van juli.
De eerste editie dateert uit 1995. Toen werd er enkel een folkavond georganiseerd. In 1997 is Na Fir Bolg uitgegroeid tot een driedaags festival dat behoort tot de bekendste folkfestivals van Vlaanderen.
Bovendien is het het grootste folkfestival van De Kempen.
Onder andere Kadril, Eva de Roovere, Yevgueni, Bram Vermeulen, Mira, De Mens, Jan De Wilde en Miel Cools hebben op Na Fir Bolg gespeeld.

## De Ronde Mannen

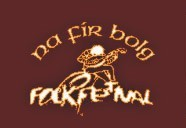

"Na Fir Bolg", wat evenveel betekent als "De Ronde Mannen" maar dan in het Gaelic (oud-Iers), werd in de koude winter van 1995-1996 een eerste maal aan de toog van een Ierse pub te berde gebracht en wordt sindsdien vereenzelvigd met het festival.
Na de organisatie van een gezellige Ierse gezinsavond in april 1995 werd besloten tot de oprichting van een vzw (Vereniging zonder winstoogmerk) die "De Ronde Mannen vzw" als naam meekreeg.
De doelstelling van de vzw is het inrichten van onder andere het jaarlijks folkfestival. Vzw De Ronde Mannen organiseert in 2014 reeds voor de twintigste maal het folkfestival "Na Fir Bolg" in Vorselaar. Het festival staat voor oerdegelijke muziek, gebracht door de allerbeste muzikanten. Uiteraard de muziek maar ook de doorlopende kinderanimatie, de alternatieve markt en de folkloristische dansen, zorgen voor de uitzonderlijke "Na Fir Bolg"-sfeer.

## De bel

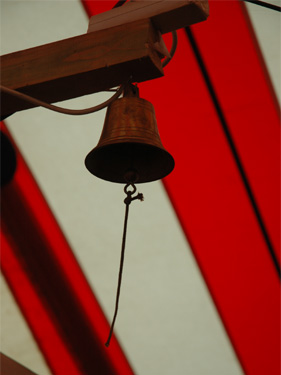

In elke tent op Na Fir Bolg hangt een bel bij de toog. Telkens wanneer er een volledig vat Guinness is geleegd wordt er gebeld, wat voor 30 seconden gejuich zorgt.

## Geschiedenis

### Beginjaren
- 1995: Het prille begin van Na Fir Bolg. Toen slechts één avond, met drie groepen, namelijk Hargreaves Spinning Jenny, Irish cream
- 1996: In dit jaar wordt Na Fir Bolg voor het eerst in een tent gehouden.
- 1997: Door het succes van de editie 1996 werd de grote sprong gewaagd naar een driedaags festival. De festivalweide was groter en er kwam een heuse camping, parking, ... aan te pas. Onder andere Vera Coomans trad op.
- 1998: Optredens van onder andere Troissoeur, Scarabee, John Kirkpatrick en The Albion Band.
- 1999: Optredens van onder andere Reboelje en Wigbert en Jan Hautekiet (Studio Brussel)
- 2000: Ambrozijn, In zakformaat xl (Kris De Bruyne, Wigbert, Riguelle) en El Khouloud (Wannes Van de Velde, Vera Coomans, Hans De Booij) verzorgen onder meer een optreden.

## 2001-2010
2001Optredens van onder andere: Olla Vogala, Willem Vermandere en Fluxus.

### 2002
VrijdagSatcha Runa, Single Malt, Schralen Tsjip & de Mussenschrik, Guy Swinnen & Jan Hautekiet
ZaterdagParel der Kempen, Daitha Rua, Trio Viool, Duncan, Gezellig onderuit zonder ellentriek, Thomas Lynch, Celtish, Mc Gnarley' Rant
ZondagHarmonie Vorselaar, Chee, Mairead Martin & Steve Bailey, The Rattle King, Vera Coomans en Tom Theunis, Et Encore, Wigbert and friends, Bram Vermeulen

### 2003
VrijdagSatcha Runa (B), Folkrose (It), Balbrozijn (B), Starpainter (B)
ZaterdagAedO (B), Brise l'Ame (B), Dharma Bum (B), Country feedback club (B), BUB (B), Danny Guinan (NL/IRL), Jumbalaya (met Eva De Roovere & Nathalie Delcroix) (B), When folk meets rock (B)
ZondagHarmonie Vorselaar (B), Ouzo (B), Mairan (B), Kandoris (B), Chee (B), Jan De Wilde (B), Deux Accords Diront (B), Kadril (B)

### 2004
VrijdagSatcha Runa, Boombal, AedO, EmBRUN, Maubuissons, String Free
ZaterdagChickpeas, Schralen Tsjip en de Mussenschrik, Dafydd Maredhudd, Klaver, Bulsjivism, Celtish, The Popes, When folk meets rock, Hubcap
ZondagHarmonie Vorselaar, Tom Theuns, Ed Kooyman, Herman Van Haeren en Kandoris, Naragonia, Clann Llr & Joe Hennon/Helen Flagherty/Dave Munelly, Tom Theuns en Soetkin Collier, Zjef Vanuytsel, Cluricauns

### 2005
VrijdagMeet me, Sondade, Boombal, Boombal met ANVELD, Boombal met GÖZE (Wim Claeys, Maarten Decombel, Toon Van Mierlo, Jo Zanders en Sam Van Ingelgem), Boombal met Minuit Guibolles, Starpainter
ZaterdagLa Voisin, Satcha Runa, Kieran Fahy / Tom togher, Inner Strength, Ron Jaluai, Shantalla, Jamie Clarkes perfect, String free
ZondagHarmonie Vorselaar, Blue Wire, Angela Campbell, Bruno Deneckere trio, Ballroomquartet, Miel Cools, Smeulders & smeulders, Spencer the rover, Hubcap

### 2006

#### Vrijdag
- Meet me
- Boombal intiem: Boulet
- Boombal DE LUXE
- Boombal met Balbrozijn
- Boombal met Embrun
- Boombal met Skolvan
- The Lost Highwayknights

#### Zaterdag
- Torka
- Satcha Runa
- Today's finefood
- Kandoris
- Bulsjivism met Bruno Deneckere
- Eva De Roovere
- Comas
- Starpainter

#### Zondag
- Harmonie Vorselaar
- Armand
- Floes
- Country Feedback Club
- Axl Peleman
- Yevgueni
- Kadril
- Bajka

### 2007

#### Vrijdag
- Meet Me
- Bogus
- Blue Wire
- Boombal de Luxe met Ashels, Pain d'épices en Follia
- The Love Pumps

#### Zaterdag
- Torka
- Soetkin Collier
- Steve BaileyXL
- Spencer the rover
- Berline
- An Irish Escape with Comas & Padraig Rynne Trio
- Lost Highway Nights

#### Zondag
- Harmonie Vorselaar
- Lien en Bart
- Moragh
- Elly en Rikkert
- Laïs en Simon Lenski
- Bert Leemans en Harald Bauweraerts
- Ambrozijn

### 2008

#### Vrijdag
- Sakura
- Berline
- Falafel
- Boombal de luxe met Triple X enZef, Balbrozijn
- Pagina en plant

#### Zaterdag
- Woodfever
- Patrick Riguelle en Jan Hautekiet (B) ontmoeten ASAD QIZILBASH
- Martin Hutchinson
- Comas
- Meet me (B)
- Whenever
- Mc Bee's Brewery
- IRISH SESSION
- THE KNIGHTS WHO SAY "LOST"

#### Zondag
- Harmonie Vorselaar
- CHANSON SANS PAROLE met WOUTER VANDENABEELE
- Hanelore Bedert
- Lupa Luna
- Miek en Roel
- Madingma
- Focus
- Love pumps

### 2009

#### Vrijdag

##### Pub
- Video Volta
- Steve Bailey XL
- Blunt

##### Concerttent
- BOOMBAL DE LUXE
- Dansinitianties
- Peut-être demain (B)
- Embrun (B) (PREMIERE CD-RELEASE)
- Stygiens (IT)

#### Zaterdag

##### Pub
- Piepklein
- Ceili Moss
- Kv Express
- Hotel Amigo (B)
- Joe and the bazookas (TC matic tribute)

##### Concerttent
- Gert Bettens (B)
- Roland (B) (solo)
- Urban Trad (B)
- De Mens (B)

#### Zondag

##### Pub
- Hot Griselda
- Amaryllis
- Guido Belcanto (B)
- Crumb

##### Concerttent
- Harmonie Vorselaar (B)
- Mira (B)
- Jasper Erkens (B) (solo)
- Yevgueni (B)

### 2010
| Vrijdag  | Pub                      | concerttent           |
| -------- | ------------------------ | --------------------- |
|          | Ars Vivendi              | BOOMBAL DE LUXE       |
|          | Klaver                   | dansinitiatie         |
|          | The Baboons              | Sakura                |
|          | Mark Foggo               | Spi et la Gaudriole   |
|          | Klesie                   | Beatball              |
| Zaterdag | Pub                      | concerttent           |
|          | The Bray Cubs            |                       |
|          | Broes                    | Sens Unique           |
|          | Woodfever                | The Black Tartan Clan |
|          | Piepklein                | Jamie Clark's perfect |
|          | The Love Pumps           | The Levellers         |
| Zondag   | Pub                      | concerttent           |
|          | Geert Vandenbon          | Harmonie Vorselaar    |
|          | Hans Mortelmans en groep | Willem Vermandere     |
|          | Steve Bailey             | The Cluricauns        |
|          | Crumb                    | Jan De Wilde          |

## Na Fir Bolg site
- Na Fir Bolg * Folkfestival Vorselaar